# نانا (ممثلة)
نانا (بالملايوية: Nurul Hana binti Che Mahazan)‏ هي مغنية وممثلة ماليزية، ولدت في 1 يوليو 1983 في مديرية موار في ماليزيا.